# Honorine Dossou Naki
Honorine Dossou Naki (sinh ngày 14 tháng 3 năm 1946 ) là một chính trị gia và nhà ngoại giao người Gabon. Bà là Đại sứ của Gabon tại Pháp từ 1994 đến 2002 và sau đó phục vụ trong chính phủ Gabon từ 2002 đến 2009.

## Sự nghiệp chính trị và ngoại giao
Một thành viên của nhóm dân tộc Myene, Dossou Naki sinh ra ở Port-Gentil, nơi bà cũng học tiểu học; sau đó bà học trung học ở Libreville. Bà được bổ nhiệm vào Bộ Ngoại giao làm Giám đốc Hợp tác và Phó Tổng thư ký vào tháng 1 năm 1975, và bà là Phó Giám đốc Nội các của Tổng thống Omar Bongo từ tháng 3 năm 1976 đến tháng 2 năm 1980. Sau đó, bà phục vụ trong chính phủ với tư cách là Ngoại trưởng dưới thời Bộ trưởng Bộ Ngoại giao và Hợp tác từ 1980 đến 1990 và là Cố vấn cho Tổng thống về Quan hệ Quốc tế từ 1990 đến 1994. Dossou Naki sau đó được bổ nhiệm làm Đại sứ của Gabon tại Pháp, Vương quốc Anh và Thụy Sĩ. bà đã trình bày thông tin của mình với tư cách là Đại sứ tại Pháp vào ngày 7 tháng 12 năm 1994, còn lại trong bài viết đó cho đến năm 2002.
Trong cuộc bầu cử quốc hội tháng 12 năm 2001, Dossou Naki đã được bầu vào Quốc hội với tư cách là ứng cử viên của Đảng Dân chủ Gabon (PDG) tại tỉnh Ogooué-Maritime. Sau cuộc bầu cử, bà được bổ nhiệm vào chính phủ làm Bộ trưởng Bộ Tư pháp vào ngày 27 tháng 1 năm 2002. Trong cuộc bầu cử quốc hội tháng 12 năm 2006, một lần nữa bà được bầu vào Quốc hội với tư cách là ứng cử viên PDG từ ghế thứ hai tại Bộ phận Bendje / Port-Gentil. Sau đó, bà được chuyển đến vị trí Bộ trưởng Bộ Thương mại và Cơ sở Cảng biển vào ngày 25 tháng 1 năm 2007 trước khi lại được chuyển sang vị trí Bộ trưởng Kiểm soát Nhà nước, Thanh tra, Chống tham nhũng và Chống làm giàu bất hợp pháp. Vào ngày 7 tháng 10 năm 2008, bà được thăng cấp Phó Thủ tướng, trong khi vẫn giữ nguyên danh mục đầu tư cấp bộ.
Tổng thống Bongo qua đời vào tháng 6 năm 2009. Sau khi con trai của Bongo, Ali Bongo Ondimba, giành chiến thắng trong cuộc bầu cử tổng thống ngày 30 tháng 8 năm 2009, Naki đã bị cách chức Phó Thủ tướng và thay vào đó được bổ nhiệm làm Đại diện cấp cao phụ trách Khu vực Tự do Đảo Mandji, một chức vụ tại Chủ tịch nước Cộng hòa, vào ngày 17 tháng 10 năm 2009.

## Cuộc sống cá nhân
Dossou Naki kết hôn với Samuel Dossou-Aworet, người sinh ra ở Cotonou nhưng sau đó trở thành bàng dân nhập tịch Gabon và giữ nhiều vị trí cao cấp khác nhau; Ông là cố vấn dầu mỏ của Omar Bongo trong một thời gian. Sau khi kết hôn, bà tiếp tục sử dụng tên thời con gái của mình là Naki, kết hợp với tên kết hôn của bà là Dossou. Dossou Naki và chồng có sáu đứa con.